# Chatarra
Pour plus de détails, voir Fiche technique et Distribution.
Chatarra est un film espagnol réalisé par Félix Rotaeta et sorti en 1991.

## Fiche technique
- Titre : Chatarra
- Réalisation : Félix Rotaeta
- Scénario : Michel Gaztambide, Félix Rotaeta, Domingo Sánchez et José Antonio Vitoria
- Photographie : Josep M. Civit
- Costumes : Maria Gil
- Décors : Rosa Ros
- Son : Miguel Rejas
- Montage : Ernest Blasi
- Musique : Carlos Miranda
- Sociétés de production : Avanti Films S.A. - Sabre TV
- Pays :  Espagne
- Durée : 96 minutes
- Date de sortie : Espagne - 11 octobre 1991

## Distribution
- Carmen Maura
- Mario Gas
- Àlex Casanovas
- Rosario Flores
- Marieta Orozco
- Santi Ricart

## Sélection
- Festival de Venise 1991[1]